# Rancah (plaats)
Rancah is een bestuurslaag in het regentschap Ciamis van de provincie West-Java, Indonesië. Rancah telt 9119 inwoners (volkstelling 2010).